# Kangerluarsoruseq
Kangerluarsoruseq [kaˈŋɜɬːuɑˌsːɔʁusɛq] (nach alter Rechtschreibung Kangerdluarssoruseĸ; dänisch Færingehavn, färöisch Føroyingahavn) ist eine wüst gefallene grönländische Siedlung im Distrikt Nuuk in der Kommuneqarfik Sermersooq.

## Lage
Kangerluarsoruseq liegt an einer mit mehreren kleinen Inseln versehenen Bucht auf der Nordseite der Mündung des gleichnamigen Fjords. Die nächstgelegenen Orte sind Nuuk 54 km nördlich und Qeqertarsuatsiaat 80 km südlich.

## Geschichte

### Geschichte der färöischen Fischerei in Grönland
Um 1925 waren färöische Fischer wegen der expansiven Trawlerfischerei Großbritanniens gezwungen, in die Gewässer um Island und Grönland auszuweichen. Dort benötigten die Färinger eine Fischereistation, um ihren Fang lagern zu können. In den 1920er Jahren war Grönland jedoch wegen des dänischen Handelsmonopols ein geschlossenes Land und Ausländern war der Kontakt mit den Grönländern weitgehend verboten – angeblich um schädliche Einflüsse von ihnen fernzuhalten. Dänemark befürchtete, dass die Erlaubnis für färöische Fischer in Grönland zu fischen zum Zusammenbruch des Monopols führen würde. Der südgrönländische Grønlands Landsråd teilte diese Meinung und wollte die grönländischen Fahrwässer der grönländischen Bevölkerung vorbehalten, stimmte aber schließlich dem Vorschlag von Landsfoged Knud Oldendow zu, dass die Färinger einen Hafen auf der Insel Takisup Qeqertarsua (Ravns Storø) errichten durften. Der Hafen musste mehrere Bedingungen erfüllen: Er durfte nicht an einem Ort liegen, der von Grönländern zum Fischen benutzt wird, er durfte nicht in der Nähe grönländischer Siedlungen liegen und es durften keine Grönländer angestellt werden. Dazu musste jedes einlaufende Schiff einzeln eine Genehmigung erhalten und ein Däne wurde eingesetzt, um die Einhaltung der Regularien zu überwachen. Andere Ausländer durften somit weiterhin nicht in Grönland fischen und den Färingern war die Nutzung weiter küstwärts liegender Fischgründe verboten.
1926 errichteten die Färinger einen Hafen auf Takisup Qeqertarsua, für denen sie eine Genehmigung für diese Fischereisaison erhalten hatten, die schließlich für die Saison 1927 verlängert wurde. Takisup Qeqertarsua lag jedoch rund 70 Seemeilen von den besten Fischgründen entfernt, sodass die Färinger eine andere Platzierung forderten. Am 30. Mai 1927 genehmigte das dänische Parlament ein Gesetz, das die Verlegung der Fischereistation nach Norden genehmigte. Der grönländische Landesrat war nicht befragt worden, obwohl dies gesetzlich vorgeschrieben war. Erst im Juli 1927 wurde das bereits genehmigte Gesetz in beiden Landesräten diskutiert. Der südgrönländische Landesrat war dagegen, weil er befürchtete, dass mit einer Ausweitung der Rechte bald färöische Fischer mit den Grönländern in deren Gewässern konkurrieren würden. Der nordgrönländische Landesrat war zwar nicht direkt betroffen, war aber auch größtenteils dagegen, zeigte aber auch Interesse, dass so grönländische Fischer von färöischen Fischern gelehrt werden konnten, wie es der südgrönländische Landesrat sich schon 1925 erhofft hatte.
1927 wurde die Fischereistation nach Kangerluarsoruseq verlegt. 1928 wurde die Fischereigenehmigung erneut verlängert, wieder ohne vorherige Einbeziehung des Landesrats, der erst anschließend um seine Meinung gebeten wurde. Zugleich erklärten die Färinger sich bereit, grönländische Fischer auf ihren Booten zu lehren, während der nord- und der südgrönländische Landesrat nun eher dagegen waren, da sie dadurch keine Verbesserungen erwarteten. Fortan wurde die Fischereigenehmigung jährlich verlängert, immer ohne den Landesrat zu befragen. 1931 wurde das Gebiet, in dem die Färinger fischen durften, auf 180 Seemeilen ausgedehnt, wieder ohne vorherige Konsultation des Landesrats, obwohl das Gesetz zu Grønlands Styrelse dies vorschrieb. Eine dänisch-färöische Delegation reiste nach Nuuk und versuchte den Landesrat dazu zu bringen, der Errichtung einer zweiten Fischereistation zuzustimmen. Unter dem Druck gab der Landesrat nach und stimmte zu, solange die Färinger sich im Gegenzug dazu bereiterklärten, zu versichern, nicht in den Fjorden fischen zu wollen. 1934 wurde der Hafen Toqqusaq auf der Insel Poorusiata Qeqertarsua (Langø) bei Atammik gegründet. Im selben Jahr stimmte der Landesrat zu, dass trotz des weiter bestehenden Handelsmonopols nun Schiffe aller Nationen den Hafen nutzen durften, was 1937 durchgesetzt wurde. 1936 baten die Färinger über die Ausweitung der Fischgründe küstwärts, aber die beiden Landesräte lehnten ab, woraufhin die Färinger den Druck erhöhten. Dänemark erteilte derweil die Verlängerung der Fischereigenehmigung für weitere fünf Jahre. Zu diesem Zeitpunkt vorging etwa die Hälfte der gesamten färöischen Fischerei in grönländischen Gewässern, machte somit also einen bedeutenden Teil der färöischen Wirtschaft aus. Im Januar 1939 forderten die Färinger nach einem Treffen mit Staatsminister Thorvald Stauning, dass der mittlerweile wieder geschlossene Hafen in Toqqusaq sowie der auf Takisup Qeqertarsua wieder geöffnet werden dürfen. Zugleich sollte ein vierter Hafen in Illuerunnerit (Gamle Egedesminde) gegründet werden, wo Niels Egede 1759 die Kolonie Egedesminde gegründet hatte, bevor der Ort vier Jahre später an seine heutige Position nach Aasiaat verlegt wurde. Damit umfasste das färöische Fischereigebiet in Grönland nun 425 Seemeilen. Zugleich wurde die Fischerei nahe der Küste, aber nicht in den Fjorden, genehmigt. Das Gesetz wurde beschlossen, durfte aber erst nach Zustimmung des Landesrats durchgeführt werden. Knud Oldendow, der mittlerweile Direktor von Grønlands Styrelse war, versuchte deswegen die Grönländer zu überzeugen, die sich aber wieder völlig übergangen fühlten. Es kam zu einer großen Debatte im südgrönländischen Landesrat zwischen den Mitgliedern, Landsfoged Aksel Svane und Knud Oldendow, die darin endete, dass der Landesrat dem Gesetz unter dem großen Druck aus Mangel an Alternativen zustimmte, obwohl alle dagegen waren. Mit dem folgenden Ausbruch des Zweiten Weltkriegs endete jedoch die färöische Fischerei in Grönland vorerst, sodass das Gesetz keine direkten Folgen hatte.
Die Problematik mit der Machtverteilung im Fall der färöischen Fischerei war eine der Hauptgründe für die grönländische Einbeziehung in die Verhandlungen des Grönlandausschusses im Rahmen einer Kommission im Jahr 1939.

### Geschichte von Kangerluarsoruseq
In Kangerluarsoruseq wurde 1935 ein Krankenhaus gebaut und es entstand ein Leuchtturm. Zwischen 1945 und 1950 wurde ein Postgebäude errichtet. 1949 wurde ein Gebäude für Grønlands Tekniske Organisation gebaut und im selben Jahr entstand eine Telestation. 1951 wurde ein neues Krankenhaus gebaut und das alte in eine Herberge umgewandelt. Zwischen 1952 und 1955 wurden zahlreiche Wohnbaracken errichtet. 1953 übernahm die norwegisch-dänisch-färöische Firma Nordafar (als Abkürzung für norsk-dansk-færøsk) den Betrieb von Kangerluarsoruseq. Diese ließen einen weiteren Hafen zweieinhalb Kilometer weiter östlich errichten, der den Firmennamen erhielt. Nordafar betrieb ein Salzsilo für die Verarbeitung des gefangenen Fischs zu Salzfisch, eine Werkstatt, eine Werft und ein Lager für Reserveteile. 1956 wurde das Seemannsheim Lívd („Unterschlupf, Zuflucht, Bunker“) errichtet. Nordafar besaß in Kangerluarsoruseq Grönlands längsten Kai. 1960 wurde ein Kraftwerk gebaut und zudem gab es ein Wasserwerk. Nach der Aufhebung des Handelsmonopols durften auch Grönländer in Kangerluarsoruseq arbeiten und ihren Fisch an die Fischfabrik verkaufen. Polaroil versorgte von Kangerluarsoruseq aus ganz Grönland mit Öl. Das Unternehmen hatte ein eigenes 1962 errichtetes Kraftwerk. Im Winter, also außerhalb der Fischereisaison war Kangerluarsoruseq nahezu unbewohnt und wurde nur von einigen Hafenkontrolleuren bewacht. Die jeweils am 31. Dezember gemessenen Einwohnerzahlen spiegeln deswegen nicht den tatsächlichen Betrieb in Kangerluarsoruseq wider: 1955 wurden 6 Einwohner gezählt, 1960 13, 1965 24 und 1968 32 Personen. Ab 1967 war kein eigener Arzt mehr in Kangerluarsoruseq tätig, stattdessen wurde der Ort vom Arzt in Nuuk mitversorgt. 1969 wurde der Vertrag mit Nordafar bis 1994 verlängert. In den 1970er Jahren war die Hälfte der 70 Beschäftigten in Kangerluarsoruseq Grönländer und der Ort war der einzige des Landes, in dem Grönländer dasselbe wie Ausländer verdienten, während sonst Dänen mehr Lohn erhielten. Der Lohn war mit 16,40 kr. in der Stunde jedoch niedrig und der Arbeitstag 12 Stunden lang, wohingegen Unterbringung und Essen gratis waren. Zu diesem Zeitpunkt wurden in der Fischfabrik in Kangerluarsoruseq nur Garnelen verarbeitet, die nach Hirtshals verschifft und von dort aus exportiert wurden, aber zudem wurde Fisch aufgekauft. 1977 wurde das Krankenhaus in eine Touristenpension umgebaut, das den Namen Hospitel erhielt.
1984 hörte der Fischhandel in Kangerluarsoruseq auf und 1989 ging Nordafar konkurs. Seit den 1990er Jahren ist nur noch das Öllager Færinge Oliehavn (auch Orsiivik) auf der südlichen Fjordseite in Benutzung. Der Rest der alten Fischereistation verfällt. 2007 einigten sich die färöische und die grönländische Regierung darauf, dass die Färöer die Überreste in Kangerluarsoruseq beseitigen sollten. Dennoch geschah nichts. Nach einer offiziellen Erinnerung im Jahr 2016 stellte ein Gutachten von 2018 fest, dass der Abriss von Kangerluarsoruseq etwa 23 Mio. kr. (rund 3 Mio. Euro) kosten würde.